# Candlestick Park
Il Candlestick Park, spesso chiamato semplicemente Candlestick o The Stick, è stato uno stadio situato al Candlestick Point, sulla costa occidentale della baia di San Francisco. 
La sua superficie è in erba naturale, anche se per nove anni, dal 1970 al 1978, venne adottata una superficie artificiale, successivamente rimossa.

## Storia
Originariamente fu costruito come stadio di casa della squadra dei San Francisco Giants, appartenente alla Major League Baseball, che vi giocò dal 1960 fino al suo trasferimento al Pacific Bell Park (attualmente rinominato AT&T Park) nel 2000. Nel 1961 fu lo stadio di casa degli Oakland Raiders, squadra allora facente parte dell'American Football League.
Per svariati anni è stato lo stadio di casa della squadra dei San Francisco 49ers, appartenente alla National Football League che lo adottò nella stagione 1971.
Lo stadio è anche noto per essere stato la sede finale dell'ultima tournée dei Beatles il 29 agosto 1966; dopo tale data il gruppo non si esibì mai più in concerti a pagamento.
La struttura è stata demolita alla fine della stagione NFL 2013 attualmente i San Francisco 49ers si sono trasferiti a Santa Clara per giocare le partitre casalinghe al Levi's Stadium inaugurato il 17 luglio 2014.